# آرادو آر ۶۹
آرادو آر ۶۹ (به انگلیسی: Arado Ar 69) یک هواپیمای دوباله آموزشی تک موتور دو سرنشین ساخت شرکت آرادو فلوکتسایک‌ورک در آلمان بود.

## طراحی و توسعه
سه پیش‌نمونه از این هواگرد ساخته شد که در دو مورد اول از موتور Hirth HM 504 و مورد آخر از موتور BMW Bramo Sh.14a استفاده گردید. بال‌های زاویه دار آر ۶۹ از چوب و بدنه آن از قطعات جوش خورده فلزی بود. در ساخت هر سه نمونه از اتاقک خلبان سر باز استفاده شد. با توجه به برتری هواپیمای رقیب یعنی فوکه-وولف اف دبلیو ۴۴، آر ۶۹ نتوانست وارد خط تولید شود.

## مشخصات فنی

### مشخصات عمومی
- خدمه: دو نفر
- طول: ۷٫۲ متر
- طول بال: ۹ متر
- ارتفاع: ۲٫۷ متر
- مساحت بال :۲۰٫۷ متر مربع
- وزن خالی: ۵۴۰ کیلوگرم
- وزن خالص: ۶۸۰ کیلوگرم
- نیرومحرکه: یک موتور پیستونی چهار سیلندر Hirth HM 504 خنک شونده با هوا: ۱۰۵ اسب بخار

یا
یک موتور شعاعی هفت سیلندر BMW Bramo Sh.14a خنک شونده با هوا: ۱۲۵ اسب بخار
- ملخ دو تیغه چوبی

### عملکرد
- حداکثر سرعت: ۱۸۴ کیلومتر بر ساعت
- سرعت فرود: ۷۲ کیلومتر بر ساعت
- پایاسیر: ۱۵۰ کیلومتر بر ساعت در ارتفاع مناسب
- حداکثر ارتفاع: ۵۶۰۰ متر
- سرعت صعود: ۱۰۰۰ متری در ۲٫۴ دقیقه
- نسبت توان به وزن: ۴٫۵۴ کیلوگرم بر اسب بخار